# Wim Anderiesen
Willem « Wim » Gerardus Anderiesen (né le 27 novembre 1903 à Amsterdam et mort le 18 juillet 1944) est un joueur de football néerlandais. Il fait partie du Club van 100.

## Biographie
Il joue dans le grand club néerlandais de l'Ajax Amsterdam entre 1925 et 1940, et joue 46 matchs avec l'équipe des Pays-Bas de football. Il participe aux coupes du monde 1934 et 1938. 
Il meurt en 1944 d'une pneumonie. Son fils, Wim Anderiesen Jr., joue également pour l'Ajax dans les années 1950.